# El secreto admirable del muy Santísimo Rosario
El secreto admirable del Santísimo Rosario, para convertirse y para salvarse (en francés: Le secret admirable du très Saint Rosaire, pour se convertir et se sauver) es una obra de San Luis María Grignion de Montfort

## Contexto histórico
El secreto admirable del Santísimo Rosario, para convertirse y para salvarse, fue escrito por San Luis María Grignion de Montfort en los últimos años de su vida, probablemente después de 1710 . El libro está dividido en cinco partes, tantos como decenas de cuentas de un rosario, que de manera nada casual componen el título de cada uno de los cinco capítulos, ya su vez cada capítulo, "diez", se divide en diez secciones, tantas como las cuentas, "rosa", del rosario.
El punto de referencia para la traducción de la obra es ciertamente el del padre Antonio Daddario (1842 - 1918) publicado por los Paulinos en 1902

#### El origen y el nombre
En la "primera década" titulación "La excelencia del Santo Rosario en el origen y en el nombre de" habla de los orígenes del Rosario y su nombre (originalmente lo llamó "Salterio Angélico" o "Salterio de Jesús y María") contando la historia de Domingo de Guzmán a través del libro " La dignidad de la arpa " de Alano de la Roca.

“El Rosario, que se compone esencialmente de la oración de Jesucristo y de la salutación angélica - el Pater y el" Ave - y la meditación de los misterios de Jesús y de María, es, sin duda, la primera y principal dedicación en uso entre los fieles, desde el tiempo de los Apóstoles y los primeros discípulos, de siglo en siglo hasta nosotros. Sin embargo, la forma y el método en el que se juega hoy se inspiró en la Iglesia y recomendados por la Virgen a Santo Domingo para convertir el albigense y pecadores, sólo en 1214”.
(El admirable secreto del Santo Rosario , 10 y 11. )”.

#### Las oraciones que componen el rosario
En la "segunda década" titulado "La excelencia de las oraciones del rosario que lo componen", analiza y comenta las oraciones del rosario, centrándose especialmente en la Oración de Jesús y el " Ave María , el análisis de cada línea de las dos oraciones, y especialmente el Ave María dedica más reflexión porque: "[...] es mi oración favorita, es mi piedra de toque segura para distinguir a aquellos que son guiados por el espíritu de Dios y aquellos que están en la ilusión del espíritu maligno".

#### Los misterios del rosario
En la "tercera década" titulada "La excelencia del Rosario en la meditación de la vida y la Pasión de Nuestro Señor Jesucristo", analiza los misterios del rosario:
"Una cosa sagrada que difícilmente se puede entender es un misterio. Las obras de Cristo Jesús son todas sagradas y divinas, porque Él es el hombre y Dios juntos; los de la Virgen son muy santos, porque ella es la más perfecta de todas las criaturas puras. Con toda razón las obras de Jesús y su Santa Madre son llamados "misterios", ya que están llenos de muchas maravillas, perfecciones, las instrucciones sublimes y profundas que el Espíritu Santo revela a los humildes y sencillos para apreciar eso.".
A continuación, pasa a analizar los 15 misterios en la "primera rosa" y luego se dedica a los otros nueve a la meditación de los misterios, explicando la importancia de la meditación, "oración ponderando las virtudes de Jesucristo en los quince misterios de su vida, llegando a ser similar a la del Divino Maestro con la ayuda de su gracia y por intercesión de la Santísima Virgen. ». [3] que al ser un "medio de una gran perfección" no sólo debe ser útil a los sacerdotes y religiosos, sino también los laicos, por siete razones: "[...] para atraer aún más a abrazar esta devoción de las almas grandes, añado que el Rosario recitó con la meditación de los misterios:
- Insensiblemente nos eleva al conocimiento perfecto de Jesucristo;
- purifica nuestras almas del pecado;
- nos hace victoriosos sobre todos nuestros enemigos;
- facilita la práctica de las virtudes;
- nos inflamó con amor por Jesús;
- nos enriquece con gracias y méritos;
- nos proporciona los medios para pagar todas nuestras deudas a Dios y a los hombres y finalmente obtenemos todo tipo de gracias.

#### Los prodigios obtenidos a través del rosario
En la "cuarta década", titulado "La excelencia del Rosario en las maravillas de Dios hechas a su favor", presenta los efectos producidos por el rezo del rosario, hablando de los eventos debido a la recitación diaria del rosario, dice por ejemplo, que Luis IX de Francia  nació después de que la madre Blanca de Castilla, al fallar en tener hijos después de 12 años de matrimonio, recurriera a la recitación del rosario; y él les dice a otros eventos que ocurrieron en Domingo de Guzmán, Alano de la Roca , Alfonso VIII de Castilla y otros personajes de la que no dice el nombre.

#### Como recitar el rosario

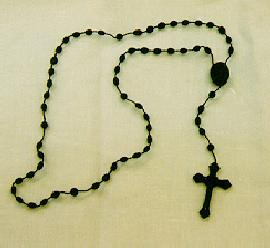
La corona del rosario

Finalmente, en la última "década", que lleva por título "Cómo rezar el rosario", donde explica con precisión la manera en que se recita el rosario:
- debe ser un acto cuidadoso: "[...] también se necesita gran atención porque Dios escucha la voz del corazón más que la voz oral. [...] ";

- debemos luchar contra las distracciones: «[...]. Por lo tanto, es necesario recitar el Rosario con perseverancia, una devoción incomparablemente más profunda que la requerida por cualquier otra oración. [...]

- uno debe recitar el rosario modestamente: «[...] en la medida de lo posible, de rodillas, con las manos juntas y la corona entre los dedos. [...] Te aconsejo que dividas la recitación de todo el rosario en tres partes o tres veces al día; es mejor que recitarlo todo en una fila con sus quince publicaciones. [...] ";

- es mejor recitarlo en dos coros: "entre muchos métodos para recitar el Rosario, el más glorioso de Dios, el más saludable para el alma y el más temido por el diablo es salmodiarlo, o recitar en público en dos coros;

- debemos recitar el rosario "con fe, humildad, confianza y perseverancia".

El libro termina sin mencionar la "quincuagésima rosa" que está constituida por el texto adjunto a este libro, es decir, los "Santos métodos para recitar el Santo Rosario". En total, proporcionará cinco métodos, pero solo dos se adjuntan al "Secreto del Rosario". El tercer método se deriva de un libro de oraciones de 1761 y que dio uso a las Hijas de la Sabiduría, mientras que el cuarto y el quinto los adjuntará a otro de sus textos, el "Libro de los Sermones". En el apéndice de los "Santos Métodos para recitar el Santo Rosario", escribe "Las reglas principales del Rosario" donde resume el "Secreto del Rosario" de forma esquemática.